# Найденов, Ради
Ради Найденов (болг. Ради Найденов, родился 24 августа 1962 в Софии) — болгарский политик и дипломат. На дипломатической службе с 1992 года, в 2002 году был заместителем министра обороны Болгарии. Возглавлял кабинет при Премьер-министре Болгарии Симеона Саксе-Кобург-Готского, был послом Болгарии в ФРГ, с 27 января по 4 мая 2017 года — министр иностранных дел Болгарии.

## Образование
Родился в 1962 году в Болгарии. Дед — Ради Найденов, министр юстиции Болгарии в 1946—1962 годах и член Президиума Народного Собрания в 1962—1971 годах. Окончил 91-ю немецкую гимназию имени профессора Константина Гылыбова в 1981 году и Университет национального и мирового хозяйства в Софии (1983—1989), магистр международных отношений. В 1993 году окончил курс юных дипломатов при Европейском колледже исследований в области международной политики и политики безопасности, центре Джорджа Маршалла. Владеет, помимо родного болгарского, немецким, английским и русским.

## Карьера

### Дипломатическая
Найденов участвовал в ряде «программ специализации» при министерствах иностранных дел ряда стран, в том числе в Германии, Франции и США. В 2002 году был заместителем Министра обороны Болгарии, в 2002—2005 годах возглавлял кабинет Премьер-министра Болгарии Симеона Саксе-Кобург-Готского. В 2005 году назначен Чрезвычайным и Полномочным Послом Болгарии в Австрии, занимал эту должность до 2012 года, после чего назначен послом в ФРГ. В 2011—2012 годах временно занимал должность секретаря Министерства иностранных дел Болгарии. Работал в первом кабинете министров Бойко Борисова. В 2017 году награждён Серебряным крестом со звездой Знака отличия «За заслуги перед федеральной землёй Нижняя Австрия».

### Министр иностранных дел Болгарии
В январе 2017 года СМИ сообщили, что Нейденов является наиболее вероятным кандидатом на должность Министра иностранных дел Болгарии. 25 января 2017 года он был назначен исполняющим обязанности Министра иностранных дел по решению Огняна Герджикова. Планировалось, что должность он будет занимать до всеобщих выборов 26 марта 2017 года. Агентство Reuters заявляло, что назначение — попытка Румена Радева подтвердить приверженность Софии её союзникам по Евросоюзу и НАТО.
23 февраля 2017 года Нейденов, обсуждая ротационное председательство в Совете ЕС и грядущее председательство Болгарии в 2018 году, заявил, что его очень интересует, кто станет новым членом Еврокомиссия от Болгарии, а не когда это случится. Год тому назад из Еврокомиссии ушла Кристалина Георгиева, а в Болгарии после этого начались дискуссии споры по поводу того, кто и когда займёт её место.
В марте 2017 года Найденов выступил по поводу возможного вмешательства в болгарские выборы со стороны Турции, призвав не закрывать границы, чтобы не осложнять болгаро-турецкие отношения. В марте 2017 года Найденов получил письмо от Министра иностранных дел Белоруссии Владимира Макея по теме дальнейшего развития белорусско-болгарских отношений. Также Нейденов выступал за дальнейшее развитие двусторонних отношений с Россией, заявив в эфире БНТ о приверженности Болгарии к поиску диалога, но при этом отметил, что в плане вопроса снятия санкций Болгария не может предпринимать односторонних действий, поскольку её действия зависят от партнёров из Евросоюза.
4 мая 2017 года Нейденов уступил пост министра Екатерине Захариевой.